# 푸와비군

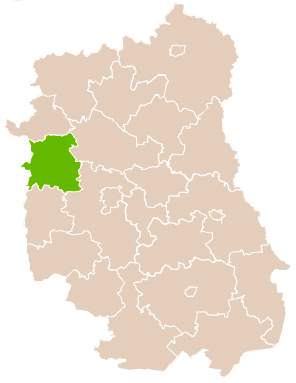
루블린주 지도에 표시된 푸와비군의 위치

푸와비군(폴란드어: powiat puławski)은 폴란드 루블린주에 위치한 군으로 군청 소재지는 푸와비이며 면적은 933km2, 인구는 113,441명(2019년 기준), 인구 밀도는 120명/km2이다.
북쪽으로는 리키군, 동쪽으로는 루바르투프군, 루블린군, 남쪽으로는 오폴레군, 서쪽으로는 마조프셰주 즈볼렌군, 북서쪽으로는 마조프셰주 코지에니체군과 접한다. 11개 지방 자치체(1개 도시, 2개 도시형 농촌, 8개 농촌)를 관할한다.

군기
군 문장